# 687년

## 연호
- 당(唐) 수공(垂拱) 3년

## 기년
- 당(唐) 예종(睿宗) 4년
- 신라(新羅) 신문왕(神文王) 7년

## 사건
- 12월 15일 - 교황 세르지오 1세, 84대 로마 교황으로 취임.

## 탄생
- 신라의 32대 국왕 효소왕

## 사망
- 9월 22일 - 교황 코논, 83대 로마 교황.